# Bodogisel
Bodogisel fou un noble franc d'Austràsia, germà del duc Babó i fill de Mummolí, comte a Soissons. Enviat en ambaixada a Constantinoble el 589, es va aturar a Cartago, on el populatxo el va massacrar. El seu germà Babó és conegut per haver estat igualment enviat en ambaixada a Constantinoble el 585. Certs historiadors pensen que fou el pare d'Arnulf de Metz. Si Bodogisel i Mummolí estiguessin emparentats a Munderic i Cloderic, els carolingis serien aleshores els descendents directes dels reis francs de Colònia.